# Római villa és mauzóleum (Kővágószőlős)

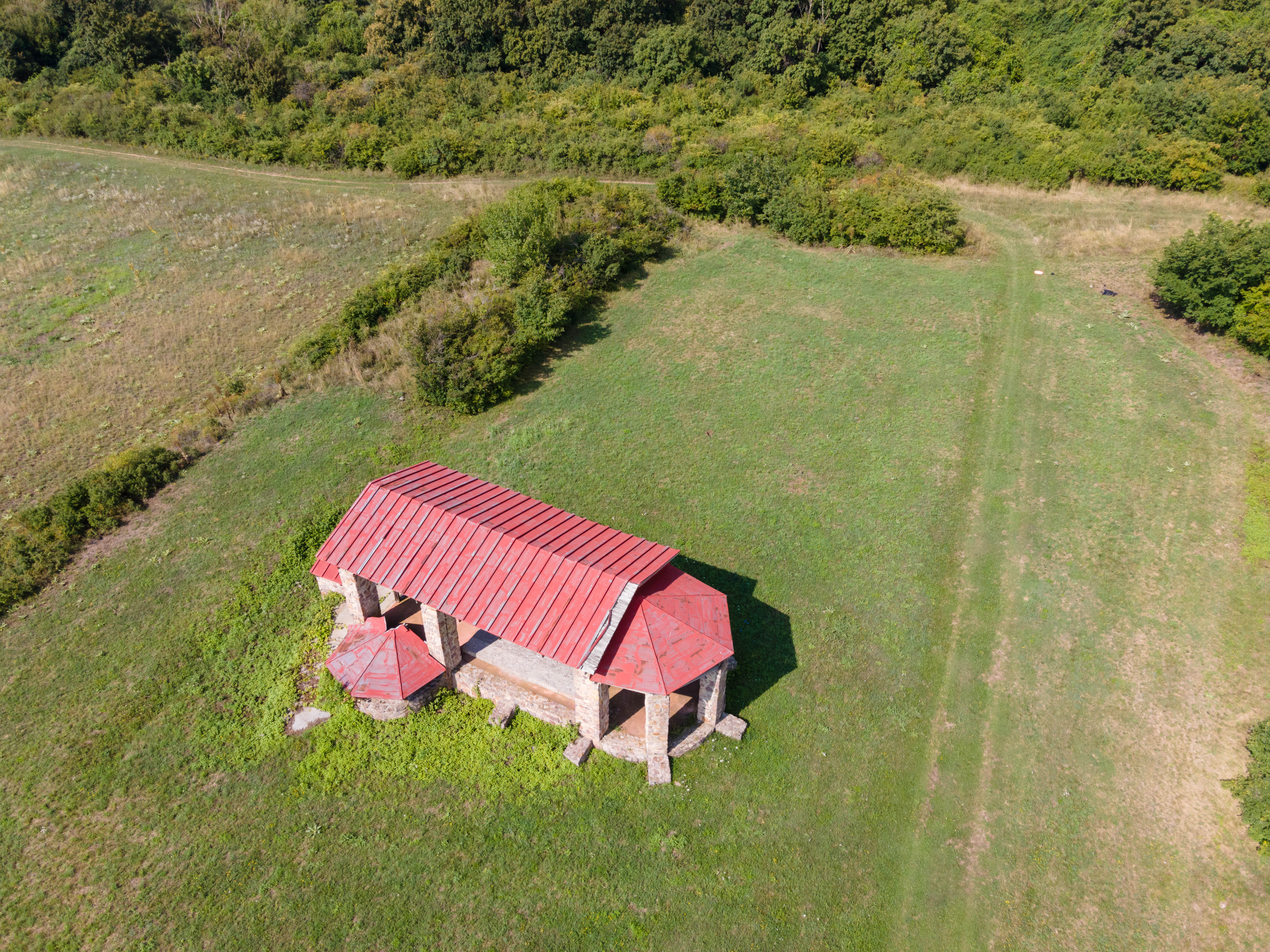

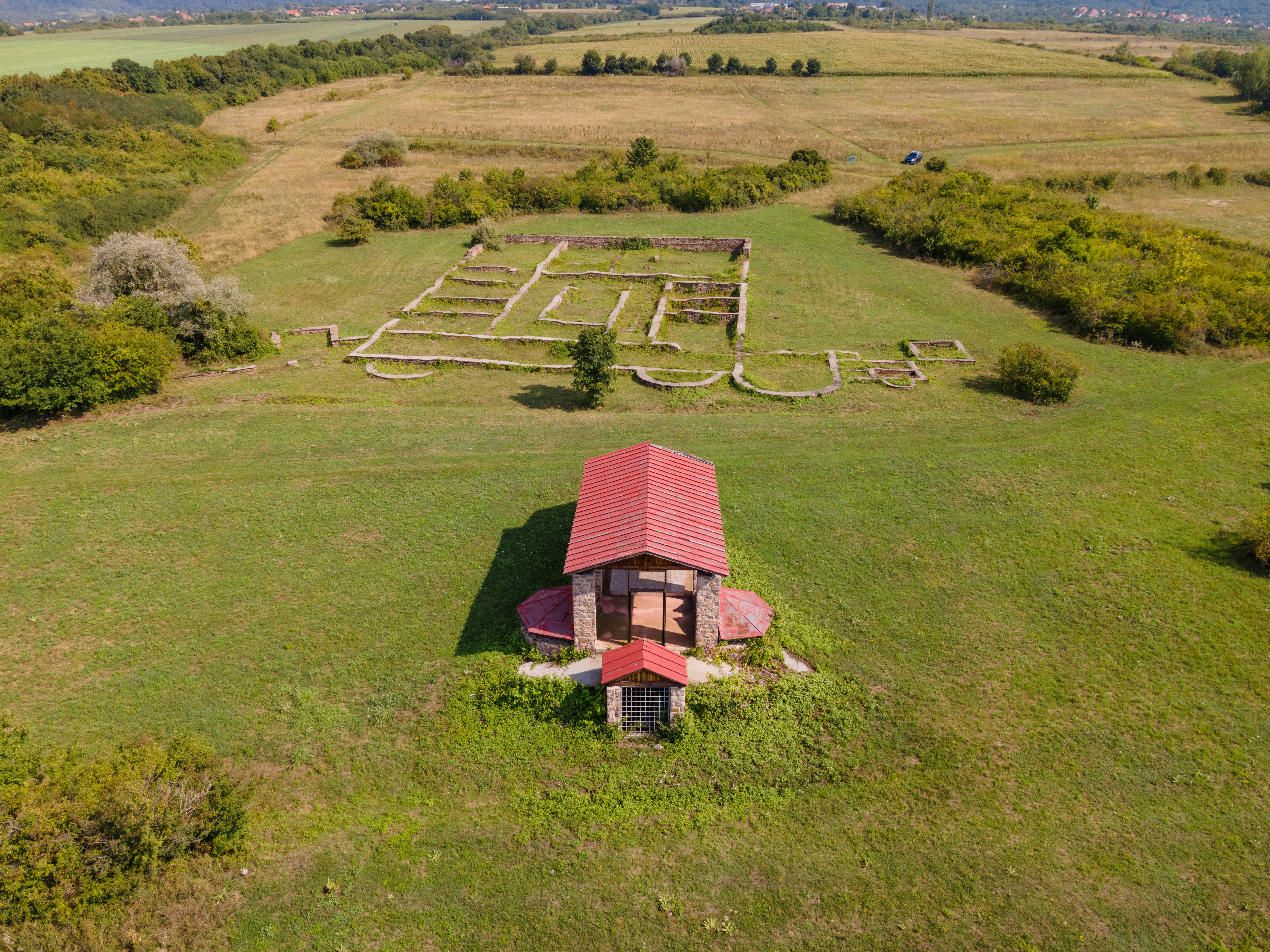

A római villa és mauzóleum Kővágószőlős határában, a 6-os főútról bevezető bekötőúttól nyugatra található. A Dél-Dunántúl egyetlen feltárt és műemlékileg helyreállított római villaépülete.

## Története

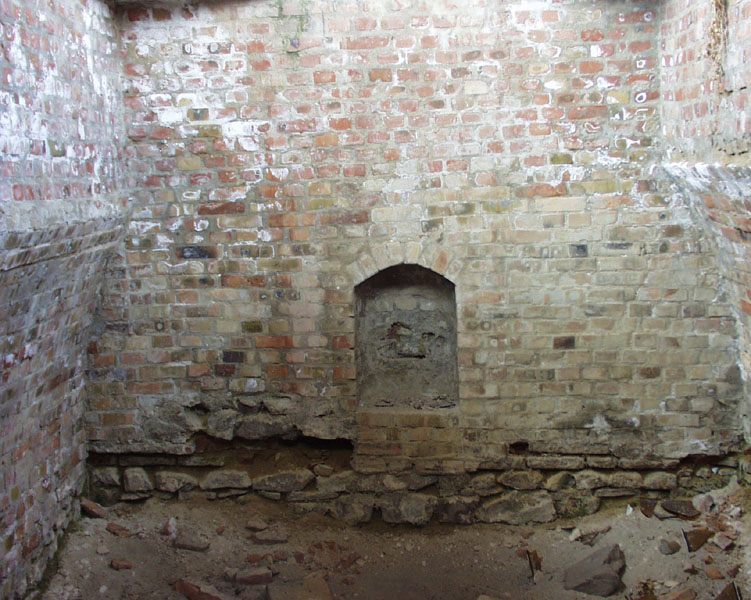
A sírkamra

A villa romjait először 1867-ben fedezték fel. Közelében került elő 1912-ben a „Kővágószőlősi Vénusz” egy kis római bronzszobor. Főépületét és temetőkápolnáját 1975–1983 között tárták fel, majd 1986–87-ben a romokat konzerválták és a sírkápolna fölé védőépületet emeltek. 
A villát a 2. század második felében építették, majd a 260 körül bekövetkezett roxolán dúlás után helyreállították. A téglalap alakú villaépület bejárati homlokzatát portikusz díszítette. Ebből nyílott a keleti oldalon a villa fürdője. Az épület belső perystiliumos udvarából nyíltak a lakóhelyiségek. 
Tulajdonosai a 4. század közepén építtették fel festett sírkamrával ellátott kápolnáját, amely Sopianae temetőjében feltárt ókeresztény sírkápolnák típusát követte. Az épület végső pusztulását a 4. század végén tűzvész okozta.

## Megközelítése
Pontos helyét tábla nem jelzi. A Kővágószőlőst és Kővágótöttöst összekötő útról a Golgotával szemben déli irányban futó földút mentén, a Golgotától kb. 1 km-re található.

## Galéria

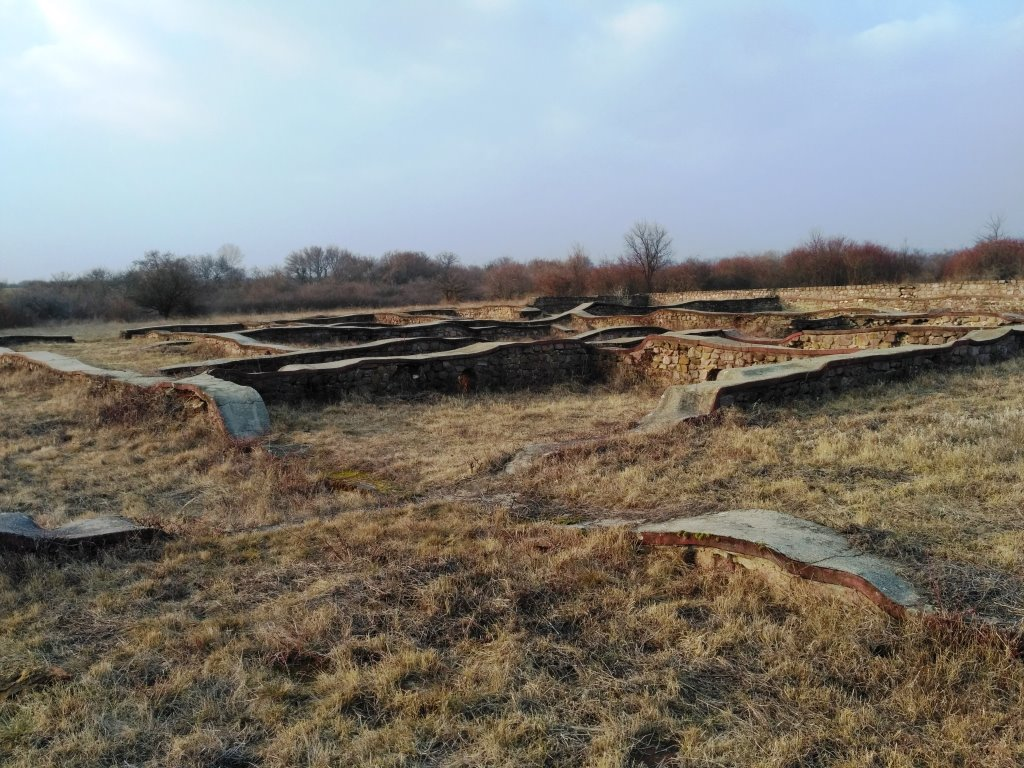
A villa falmaradványai
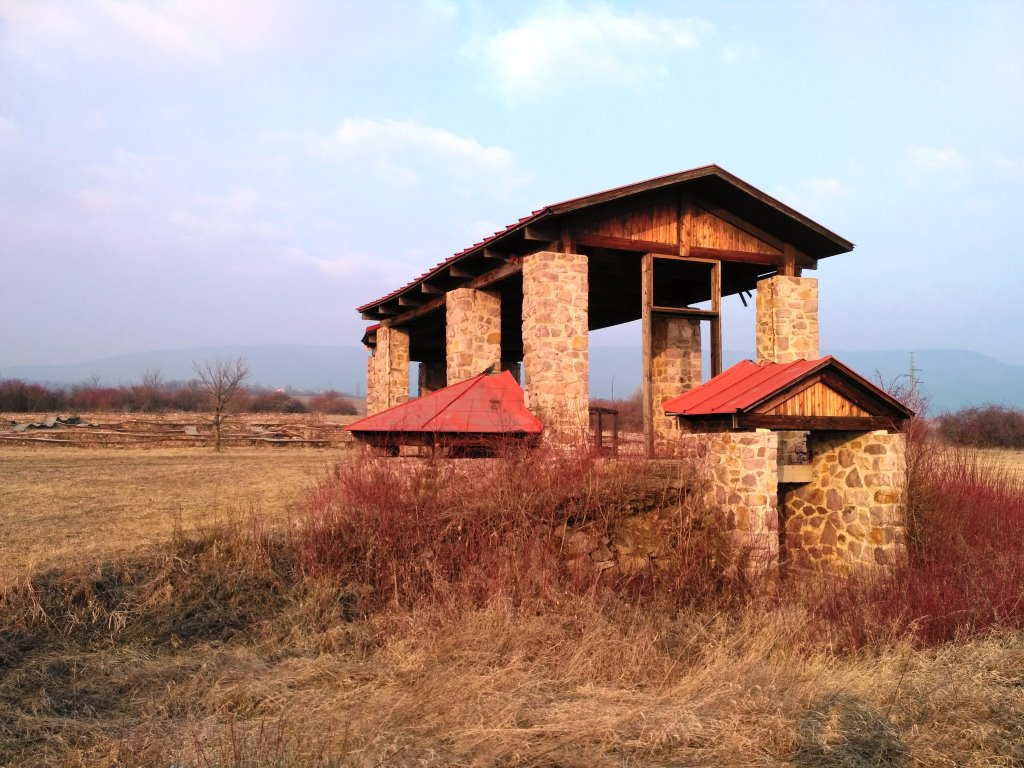
A mauzóleum és a villa
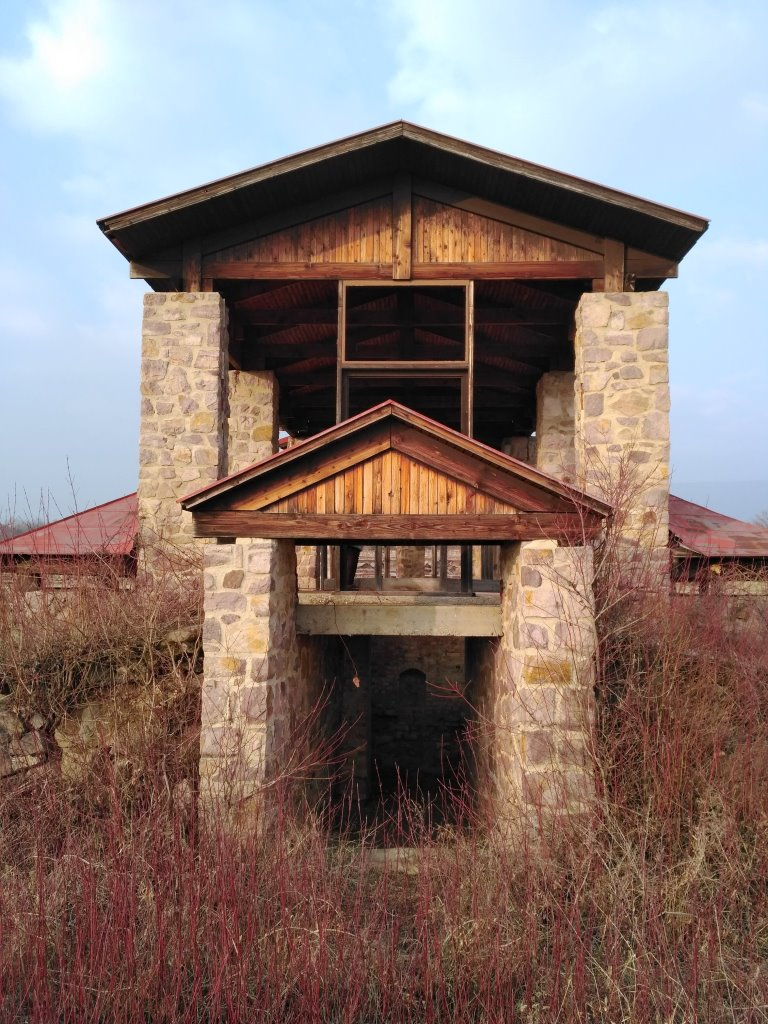
Ókeresztény mauzóleum a sírkamra bejáratával
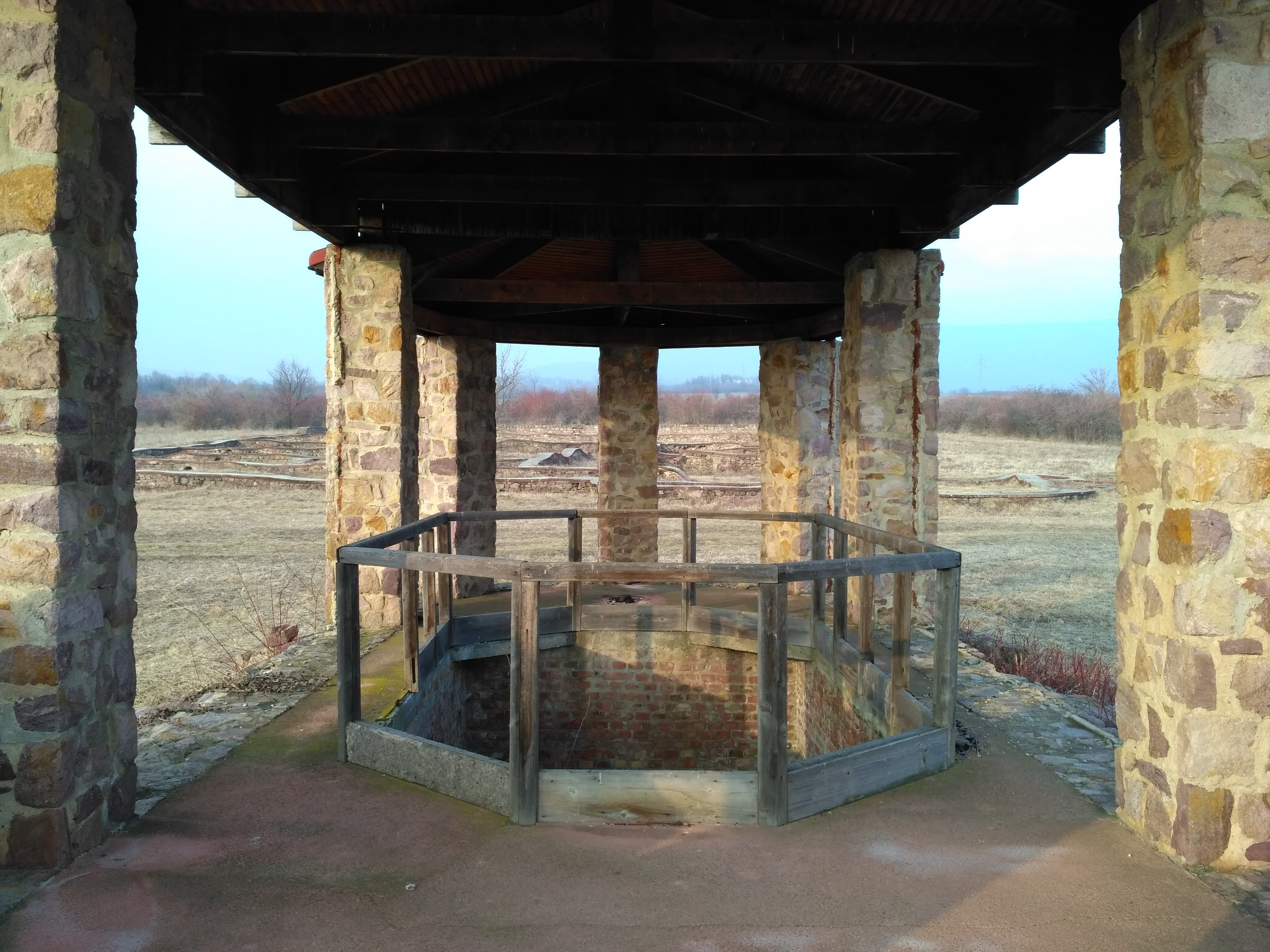
A mauzóleum belülről